# Naiane Rios
Naiane de Almeida Rios (ur. 29 listopada 1994 w Belém) – brazylijska siatkarka grająca na pozycji rozgrywającej, reprezentantka kraju. 

## Sukcesy klubowe
Liga brazylijska:
- 2024[8]
- 2016, 2021

Liga polska:
- 2022[9]

Klubowe Mistrzostwa Ameryki Południowej:
- 2024[10]

Puchar Brazylii:
- 2024[11]

## Sukcesy reprezentacyjne
Mistrzostwa Ameryki Południowej Kadetek:
- 2010

Puchar Panamerykański U-23:
- 2012

Mistrzostwa Ameryki Południowej Juniorek:
- 2012

Mistrzostwa Świata Juniorek:
- 2013

Mistrzostwa Świata U-23:
- 2015

Volley Masters Montreux:
- 2017

Grand Prix:
- 2017

Puchar Wielkich Mistrzyń:
- 2017

Igrzyska Panamerykańskie:
- 2023[12]

## Nagrody indywidualne
- 2010: Najlepsza rozgrywająca Mistrzostw Ameryki Południowej Kadetek
- 2012: Najlepsza rozgrywająca Mistrzostw Ameryki Południowej Juniorek